# Guillem Busquets i Vautravers
Guillem Busquets i Vautravers (Barcelona, 23 d'octubre de 1877 - Barcelona, 1 de febrer de 1955) va ser un arquitecte català.

## Biografia
Fill d'Erasme Busquets i Puigoriol i de Marianna Vautravers i Rutllan, ambdós de Barcelona. Casat amb Maria Sindreu i OlibaD e jove practicà el futbol al Català Futbol Club, club del que en fou un dels seus fundadors. Arribà a disputar un partit amistós amb el Barça.
Titulat el 13 d'agost de 1902, és reconegut per la seva intervenció juntament amb Josep Puig i Cadafalch en el disseny urbanístic de l'Exposició Internacional de Barcelona de 1929. Posteriorment (1936) va ser requerit per la Societat de Propietaris del Teatre del Liceu perquè emetés un dictamen sobre la projectada adquisició de dues finques a la Rambla.
El 1913 havia estat elegit regidor del districte IV de Barcelona per la Lliga Regionalista i en aquesta condició participà en la ponència municipal que desembocà en la creació del "pla urbanístic Romeu-Porcel".
El seu fons documental va ser donat el 1991 al Col·legi d'Arquitectes de Catalunya pel seu fill, també arquitecte, Xavier Busquets Sindreu.
obres rellevants: 
- 1902 Reforma de la farmàcia doctor Comabella. Carrer del Carme 23 (Barcelona)[11]
- 1906 Casa Solanes (Sant Boi de Llobregat)
- 1906 Casa Hurtado. Av. Pedralbes, 46-48 (Barcelona)[12][13]
- 1908 Edifici de la tinença d'alcaldia, jutjat i dispensari mèdic (Sant Martí de Provençals, Barcelona)
- 1910 Casa Girona (Horta, Barcelona)
- 1910-13 Casa Giol. Pg. Font d'en Fargas, 2-4 (Barcelona)[13]
- 1915 Edifici d'habitatges Pau Monmany. Cantonada carrers Mallorca i Sardenya (Barcelona)
- 1917 Juntament amb Josep Puig i Cadafalch, urbanització (parcial) de la plaça d'Espanya (Barcelona)[14]
- 1918 Cases Sanromà (Mataró)
- 1918 Tres habitatges unifamiliars. Carrers Copèrnic, Vallmajor i Raset (Barcelona)
- 1918-19 Casa Severino Izaguirre (Sant Cugat del Vallès)
- 1923 Escorxador (Puigcerdà)
- 1924-25 Edifici d'habitatges Madame V. Pouget (Oceja, Alta Cerdanya, França)
- 1925-26 Casa Bonaventura Puig Morer (Puigcerdà)
- 1926 Dos habitatges unifamiliars. Carretera de Caldes de Montbui a Sant Celoni (Llinars del Vallès)
- 1926 Habitatge unifamiliar. Carrer Convenio 44 (Barcelona)